# Adaptação e Seleção Natural
Adaptation and Natural Selection: A Critique of Some Current Evolutionary Thought é um livro de 1966 do biólogo evolucionista norte-americano George C. Williams. Williams, no que hoje é considerado um clássico pelos biólogos evolucionistas, traça uma visão da evolução centrada no gene, contesta noções de progresso evolutivo e critica modelos contemporâneos de seleção de grupo, incluindo as teorias de Alfred Emerson, A. H. Sturtevant e, em menor medida, o trabalho de V. C. Wynne-Edwards. O livro leva o título de uma palestra de George Gaylord Simpson em janeiro de 1947 na Universidade de Princeton. Aspectos do livro foram popularizados por Richard Dawkins em seu livro de 1976 O Gene Egoísta.
O objetivo do livro é "esclarecer certas questões no estudo da adaptação e os processos evolutivos subjacentes". Embora mais técnico do que um livro de ciência popular, seu público-alvo não são especialistas, mas biólogos em geral e os estudantes mais avançados do tema. Foi escrito principalmente no verão de 1963, quando Williams utilizou a biblioteca da Universidade da Califórnia, Berkeley.

## Conteúdo
Williams argumenta que a adaptação é "um conceito especial e oneroso que não deve ser usado desnecessariamente". Ele escreve que algo não deve receber uma função a menos que seja incontroversamente o resultado de seleção e não do acaso. Por exemplo, ele considera que as mutações são apenas erros, não um processo que persistiu para fornecer variação e potencial evolutivo. Se algo é considerado (após avaliação crítica) uma adaptação, então devemos presumir que a unidade de seleção no processo foi a mais simples possível, desde que compatível com a evidência. Por exemplo, a seleção entre indivíduos deve ser preferida à seleção de grupo como explicação se ambas parecerem plausíveis. Williams escreve que a única maneira pela qual as adaptações podem existir ou persistir é pela seleção natural.
Lidando com a ideia de progresso evolutivo, Williams argumenta que, para que a seleção natural funcione, deve haver “certas relações quantitativas entre erros de amostragem, coeficientes de seleção e taxas de mudança aleatória”. Afirma-se que a seleção mendeliana de alelos (versões alternativas de um gene) é o único tipo de seleção imaginável que satisfaz esses requisitos. Elaborando sobre a natureza da seleção, ele escreve que ela só funciona com base em se os alelos são melhores ou piores do que outros na população, em termos de seus efeitos imediatos de aptidão. A sobrevivência da população é irrelevante, por exemplo, as populações não tomam nenhuma medida para evitar a extinção iminente. Finalmente, ele avalia várias ideias sobre o progresso na evolução, negando que a seleção trará o tipo de progresso que alguns sugeriram. O autor conclui que sua visão sobre o tema é semelhante à da maioria de seus colegas, mas teme que seja deturpada ao público "quando os biólogos se tornam conscientemente filosóficos".